# Alvise De Vidi
Alvise De Vidi (San Biagio di Callalta, 30 aprile 1966) è un atleta paralimpico e nuotatore italiano.

## Biografia
Gareggia sulla sedia a rotelle dopo un tuffo sbagliato che lo ha reso paraplegico. È un atleta versatile, che si cimenta su distanze che variano dai 200 metri alla maratona; ha vinto anche un oro paralimpico nel nuoto.
Ha partecipato a 7 edizioni delle Paralimpiadi, vincendo 15 medaglie.
Nella cerimonia di apertura dei IX Giochi paralimpici invernali di Torino 2006, ha portato nello stadio la bandiera italiana, consegnandola poi ad un drappello di militari che ha eseguito l'alzabandiera.
È capitano della nazionale italiana di rugby in carrozzina.
Gli è stato intitolato il palasport di Olmi, il posto dove vive, uno dei due nuclei abitati della frazione Olmi-San Floriano del Comune di San Biagio di Callalta.

## Palmarès

### Atletica leggera
| Anno | Manifestazione       | Sede           | Evento         | Risultato | Prestazione | Note                                     |
| ---- | -------------------- | -------------- | -------------- | --------- | ----------- | ---------------------------------------- |
| 1992 | Giochi paralimpici   | Barcellona     | 800 metri T50  | Bronzo    | 2'50"1      |                                          |
| 1996 | Giochi paralimpici   | Atlanta        | 1500 metri T50 | Argento   | 5'09"8      |                                          |
| 1996 | Giochi paralimpici   | Atlanta        | 400 metri T50  | Oro       | 1'22"16     |                                          |
| 1996 | Giochi paralimpici   | Atlanta        | 800 metri T50  | Oro       | 2'46"34     |                                          |
| 1998 | Mondiali paralimpici | Birmingham     | 200 metri T51  | Bronzo    | 45"81       |                                          |
| 1998 | Mondiali paralimpici | Birmingham     | 400 metri T51  | Argento   | 1'30"64     |                                          |
| 1998 | Mondiali paralimpici | Birmingham     | 800 metri T51  | Argento   | 3'06"66     |                                          |
| 1998 | Mondiali paralimpici | Birmingham     | Maratona T51   | Argento   | 3h10'14"    |                                          |
| 2000 | Giochi paralimpici   | Sydney         | 200 metri T51  | Bronzo    | 44"03       |                                          |
| 2000 | Giochi paralimpici   | Sydney         | 400 metri T51  | Argento   | 1'26"14     |                                          |
| 2000 | Giochi paralimpici   | Sydney         | 800 metri T51  | Oro       | 2'53"74     |                                          |
| 2000 | Giochi paralimpici   | Sydney         | Maratona T51   | Oro       | 2h47'34"    |                                          |
| 2000 | Giochi paralimpici   | Sydney         | 1500 metri T51 | Oro       | 5'13"43     |                                          |
| 2002 | Mondiali paralimpici | Lilla          | 400 metri T51  | Bronzo    | 1'36"54     |                                          |
| 2002 | Mondiali paralimpici | Lilla          | 800 metri T51  | Oro       | 3'11"35     |                                          |
| 2002 | Mondiali paralimpici | Lilla          | Maratona T51   | Oro       | 2h38'59"    |                                          |
| 2002 | Mondiali paralimpici | Lilla          | 1500 metri T51 | Argento   | 5'54"37     |                                          |
| 2003 | Europei paralimpici  |                | 1500 metri T51 | Oro       |             |                                          |
| 2003 | Europei paralimpici  | 400 metri T51  | Argento        |           |             |                                          |
| 2003 | Europei paralimpici  | 800 metri T51  | Bronzo         |           |             |                                          |
| 2004 | Giochi paralimpici   | Atene          | 200 metri T51  | Bronzo    | 40"3        |                                          |
| 2004 | Giochi paralimpici   | Atene          | Maratona T51   | Oro       | 2h53'38"    |                                          |
| 2012 | Giochi paralimpici   | Londra         | 100 metri T51  | Argento   | 22"60       |                                          |
| 2013 | Mondiali paralimpici | Lione          | 100 metri T51  | Bronzo    | 23"78       |                                          |
| 2013 | Mondiali paralimpici | Lione          | 200 metri T51  | Bronzo    | 43"07       | Miglior prestazione personale stagionale |
| 2016 | Giochi paralimpici   | Rio de Janeiro | 400 metri T51  | Bronzo    | 1'22"38     |                                          |

### Nuoto
- Paralimpiadi:
  - Seul 1988: oro 25 m farfalla, bronzo staffetta 4x100;